# Iwanowe
Iwanowe (ukr. Іванове, do 2016 Swerdłowe, ukr. Свердлове) – wieś na Ukrainie, w obwodzie odeskim, w rejonie odeskim, w hromadzie Krasnosiłka. W 2001 liczyła 1560 mieszkańców.

## Urodzeni
- Andrij Nikowski - ukraiński językoznawca i polityk.